# پیمان همدان

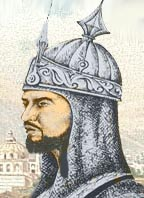
اشرف افغان

پیمان همدان پیمان صلحی بود میان هوتکیان و عثمانیان در اکتبر ۱۷۲۷ که در پی جنگی که این دو را درگیر کرده بود، در همدان بسته شد. هنگام فروپاشی دولت صفوی، امپراتوری عثمانی و امپراتوری روسیه از ضعف ایران برای پیوست کردن شمار فراوانی از مناطق مرزی بهره برده بودند. اشرف افغان به عنوان وارث قانونی تاج‌وتخت ایران، خواستار بازگرداندن همه سرزمین‌های پیوست‌شده به عثمانی بود و همین امر باعث شد تا امپراتوری عثمانی به سردمداران جدید ایران اعلام جنگ کند.

## جنگ
اشرف افغان، پس از رسیدگی و استوارتر کردن برج و باروی اصفهان، به مصاف سربازان ترک رفت و در خرم‌آباد، جنوب همدان، در ۲۰ نوامبر ۱۷۲۶ آنها را شکست داد.
این پیروزی عمدتاً دستاورد نفوذ در صفوف سربازان عثمانی توسط عوامل تحریک‌کننده‌ای بود که بر ایمان سُنّی مشترک ترکها و افغانها تأکید داشت. بدین صورت که نفوذی‌ها از جنگ برادرانه تاسف می‌خوردند و خواستار یکپارچگی در برابر دشمن یگانه یعنی ایرانیهای بدعت‌گذار بودند.
این راهبرد بویژه باعث کاهش سواره نظام کُـرد شد.

## پیمان
افغان‌ها بدون داشتن دانش کافی دربارهٔ دیپلماسی یا فرامانرویی بر یک ملت، ترجیح می‌دادند پیشروی نکنند.
اشرف باب مذاکرات را باز کرد و شرایط مطلوب امپراتوری عثمانی را ارائه داد:
یک. حاکمیت عثمانی بر همه مناطق غربی و شمال غربی ایران (از جمله بیشتر تبریز، همدان، کرمانشاه، لرستان و بیشتر قفقاز جنوبی).
دو. به اشرف افغان حق ضرب سکه را داد.
سه. اشرف را به عنوان شاه ایران به رسمیت شناخت.
چهار. به اشرف حق ارسال کاروان‌های زیارتی سالانه به مکه را داد.

## بن مایه
- همکاری‌کنندگان ویکی‌پدیا، «Treaty of Hamedan»، ویکی‌پدیای انگلیسی، دانشنامهٔ آزاد (بازیابی ۷ تیر ۱۳۹۹).